# Mulher Luttra

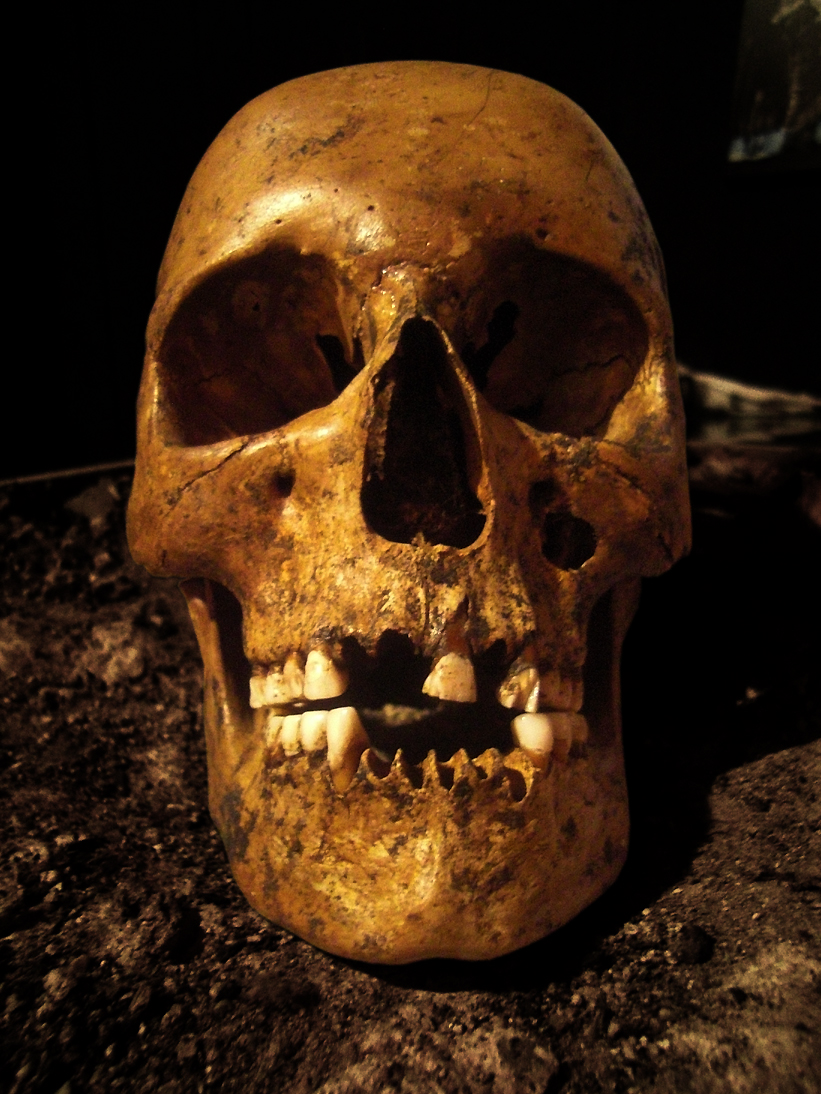
O crânio da Mulher Luttra tem um buraco abaixo da cavidade ocular esquerda, provavelmente devido a uma infecção de longo prazo do tecido ósseo; caso contrário, nenhum vestígio de ferimentos ou doenças foi encontrado em seus restos mortais.

A Mulher Luttra é um corpo pântano esqueletizado do período Neolítico Inferior (datado por radiocarbono c.  3928–3651 a.C.) que foi descoberto perto de Luttra, Suécia, em 20 de maio de 1943. Como o conteúdo de seu estômago mostrava que framboesas eram dela última refeição e estima-se que ela era uma adolescente ou jovem adulta no momento de sua morte, ela foi apelidada de Hallonflickan. A partir de 2017, ela foi a pessoa neolítica mais antiga conhecida da Suécia Ocidental.
Nenhum vestígio de ferimentos ou doenças fatais foi encontrado em seu corpo. Ela parece ter sido amarrada antes de sua morte e deliberadamente afogada. Axel Bagge, um arqueólogo que ajudou na investigação inicial do corpo, sugeriu que ela havia sido um sacrifício humano ou executada.  Seu corpo está em uma exposição permanente intitulada Forntid på Falbygden (lit.  'Pré-história em Falbygden') no Museu Falbygdens, Falköping, desde 1994.